# Račice (district de Žďár nad Sázavou)
Pour les articles homonymes, voir Račice.
Račice (en allemand : Ratschitz) est une commune du district de Žďár nad Sázavou, dans la région de Vysočina, en République tchèque. Sa population s'élevait à 45 habitants en 2020.

## Géographie
Račice se trouve à 9 km à l'ouest-sud-ouest de Bystřice nad Pernštejnem, à 16 km au sud-est de Žďár nad Sázavou, à 41 km à l'est-nord-est de Jihlava à 140 km au sud-est de Prague.
La commune est limitée par Dlouhé à l'ouest et au nord, par Zvole à l'est et au sud, et par Bobrová au sud-ouest.

## Histoire
La première mention écrite de la localité date de 1466.

## Transports
Par la route, Račice se trouve à 12,5 km de Bystřice nad Pernštejnem, à 19,5 km de Žďár nad Sázavou, à 51 km de Jihlava et à 172 km de Prague.